# Plus Ultra Líneas Aéreas
Cet article concerne la compagnie aérienne. Pour la devise latine, voir Plus ultra.

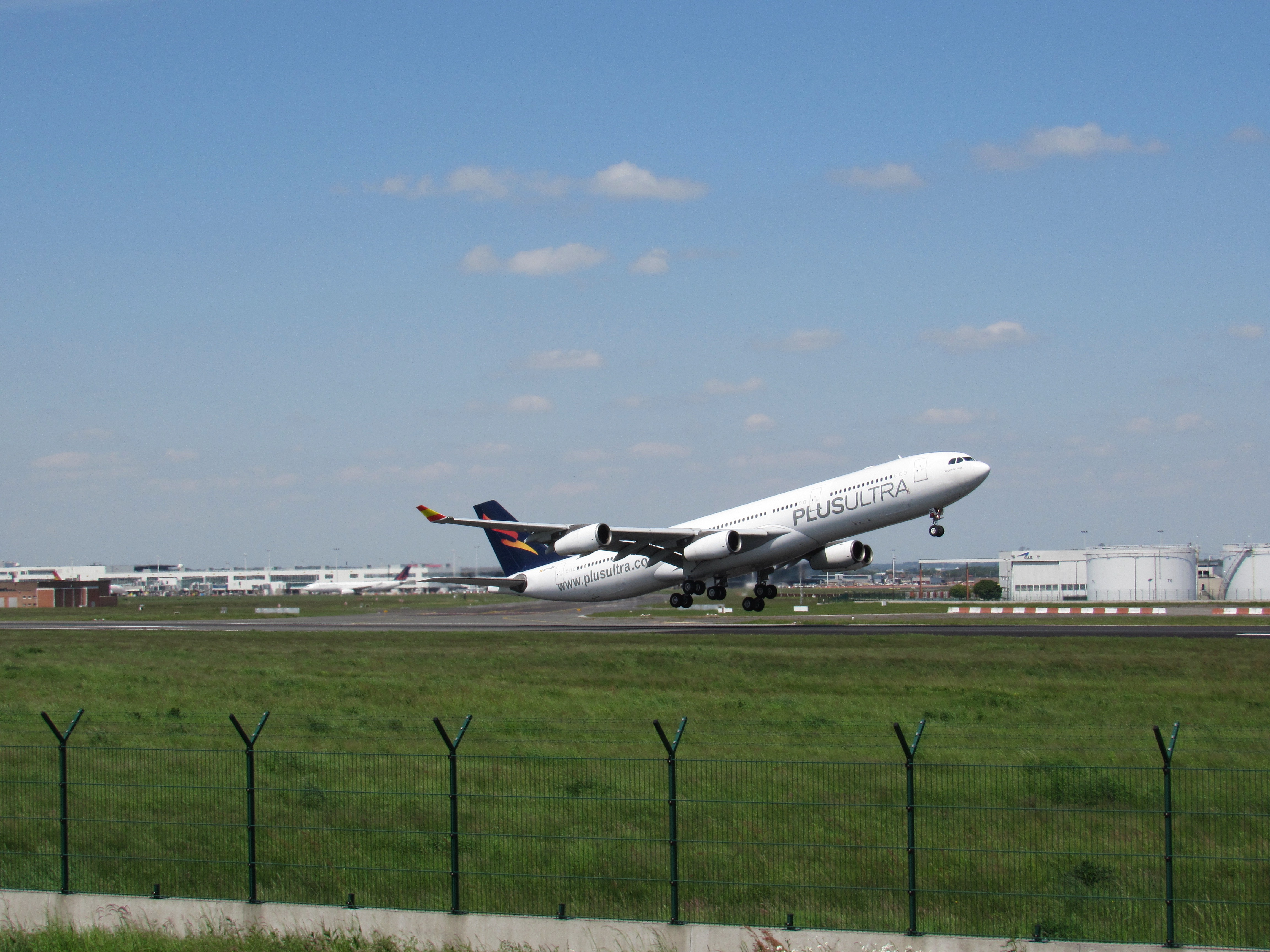
Airbus A343 décollant de l'aéroport international de Bruxelles Zaventem.

Plus Ultra Líneas Aeréas S.A. est une compagnie espagnole long-courrier fondée en 2011, basée à l'aéroport de Madrid-Barajas et desservant l'Amérique latine.

## Histoire
Plus Ultra a été fondée en 2011 par Julio Miguel Martínez Sola, ancien directeur d’Air Madrid, aujourd'hui disparu. Plus ultra (« plus loin ») est une devise latine, devise nationale de l'Espagne. La compagnie a pris ce nom en référence au Plus ultra (es), hydravion de l'Armée de l'air et de l'espace qui réussit la première liaison aérienne entre l'Espagne (Palos de la Frontera) et l'Amérique latine (Buenos Aires) du 22 janvier au 10 février 1926.

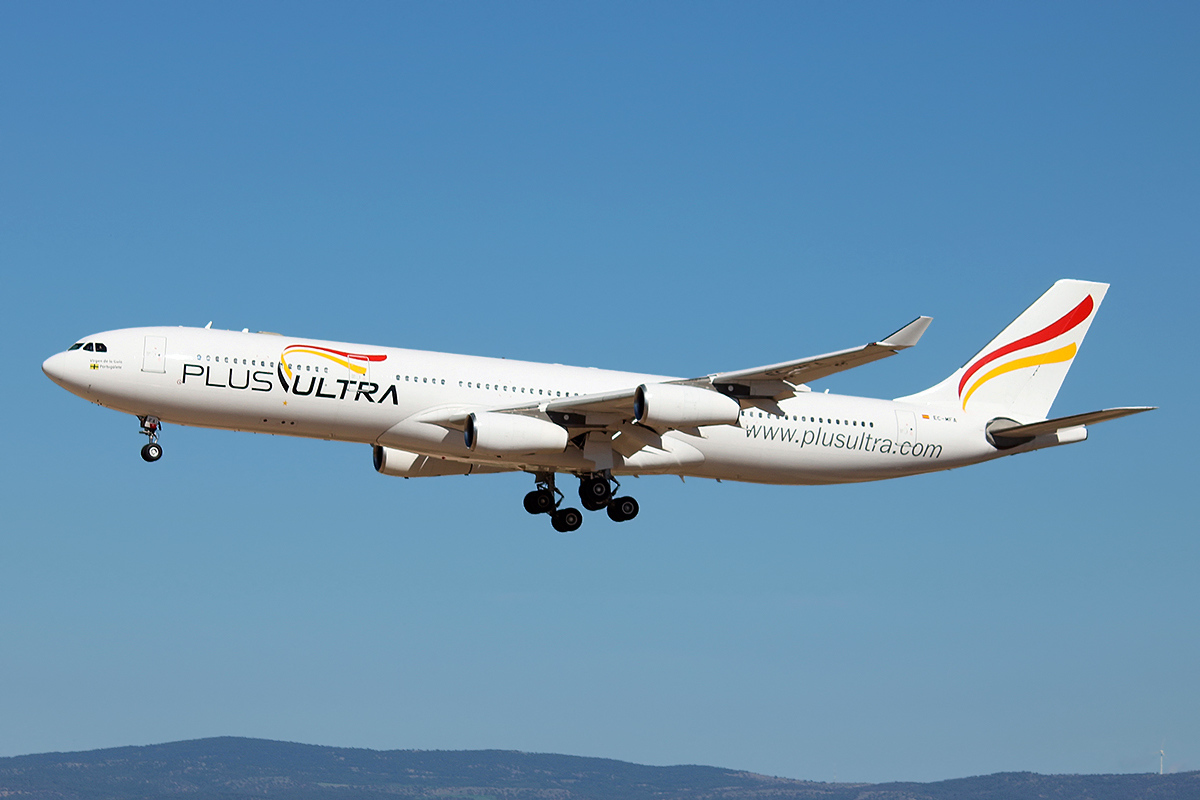
Livrée de la compagnie

Le 15 juin 2016, la compagnie aérienne a commencé à exploiter des vols réguliers vers des destinations telles que Saint-Domingue (République dominicaine) et Lima (Pérou). La flotte initiale était composée de deux Airbus A340-300 d'occasion, repris de Gulf Air à la fin de l'année 2014. En mars 2017 ,,qui n'ont toutefois pas été commencés. Un an plus tard, Plus Ultra a annoncé son intention de servir Caracas à partir de l'Aéroport de Tenerife-Nord, la compagnie aérienne a annoncé deux nouvelles liaisons: Barcelone - Madrid - Santiago du Chili à partir du 15 juin 2017 et Barcelone - La Havane à partir du 1er juillet 2017 qui n'ont toutefois pas été commencés.
En mars 2021, l'exécutif du gouvernement espagnol présidé par Pedro Sánchez (Parti socialiste espagnol) et ses partenaires de gauche d'Unidos Podemos (Pablo Iglesias) a annoncé une aide de 53 millions d'euros du fonds créé pour aider les entreprises considérées stratégiques lors de la crise dérivée du COVID-19. Différents rapports dénoncent que de hauts responsables du chavisme ont des intérêts dans la compagnie aérienne.

## Destinations
Depuis mars 2021, Plus Ultra Líneas Aéreas exploite des vols réguliers vers les destinations suivantes:
| Pays      | Vile      | Aéroport                                     | Notes         |
| --------- | --------- | -------------------------------------------- | ------------- |
| Equateur  | Quito     | Mariscal Sucre International Airport         |               |
| Equateur  | Guayaquil | Jose Joaquin de Olmedo International Airport |               |
| Espagne   | Madrid    | Aéroport Adolfo Suárez Madrid-Barajas        | Base          |
| Espagne   | Tenerife  | Aéroport de Tenerife-Nord                    |               |
| Perou     | Lima      | Aéroport international Jorge-Chávez          |               |
| Venezuela | Caracas   | Aéroport international Maiquetia             | de MAD et TFN |

## Flotte

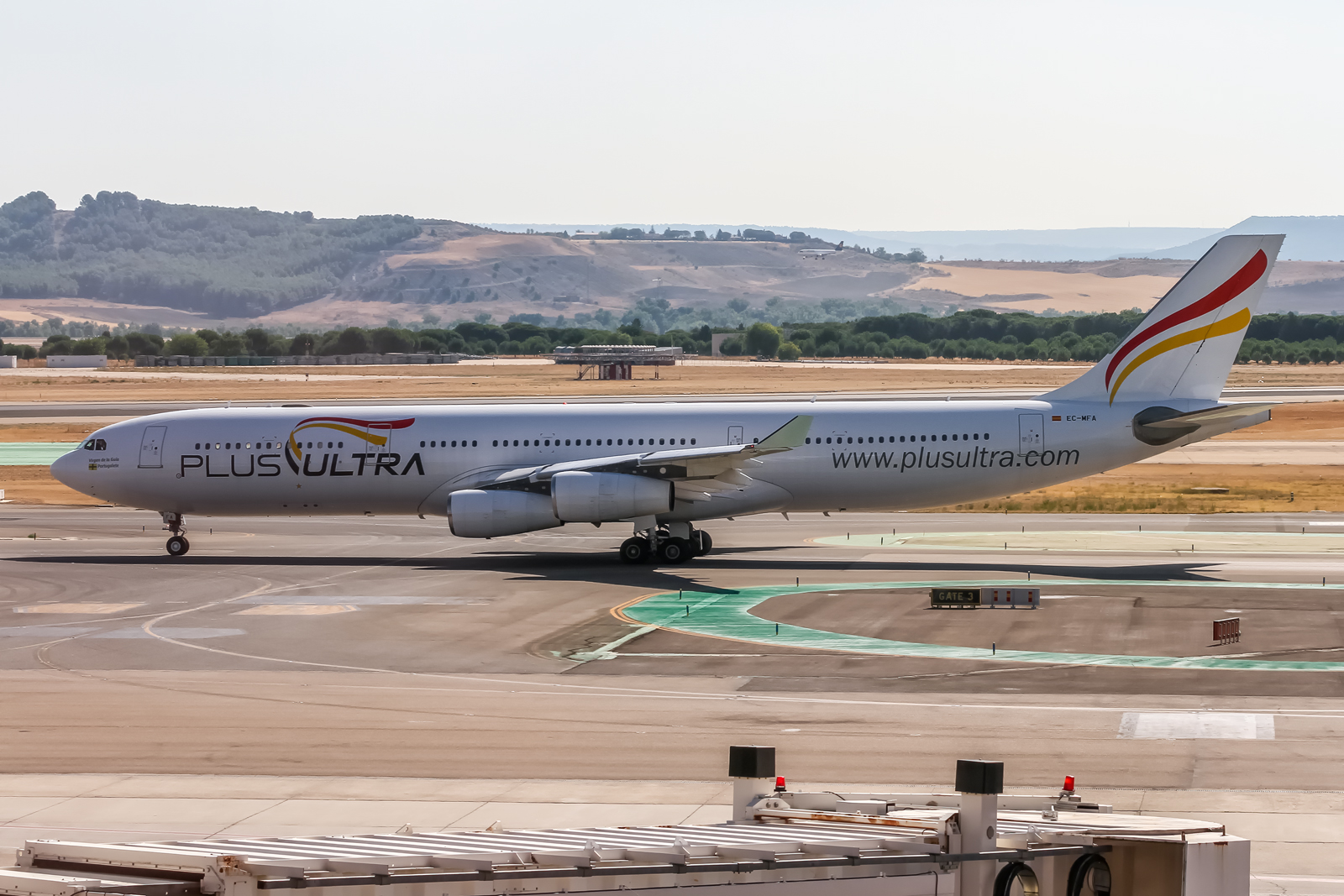
Un des Airbus A340-300

À compter de mars 2021, la flotte de Plus Ultra Líneas Aéreas comprend un seul avion Airbus A340-300 (EC-MQM) de type 340-313X, premier vol sous F-GNII pour Air France en avril 2001.
| Avion           | En Service | En Commande | Passagers | Passagers | Passagers | Passagers | Notes |
| Avion           | En Service | En Commande | C         | W         | Y         | Total     | Notes |
| --------------- | ---------- | ----------- | --------- | --------- | --------- | --------- | ----- |
| Airbus A340-300 | 1          | —           | 18        | -         | 285       | 303       | 2001  |
| Airbus A340-300 | 1          | —           | -         | -         | -         | -         | 2001  |
| Total           | 1          | -           |           |           |           |           |       |